# جيريمي هازل
جيريمي هازل (بالإنجليزية: Jeremy Hazell)‏ مواليد 25 مارس 1986 في هارلم، هو لاعب كرة سلة أمريكي. بدأ مسيرته الاحترافية في سنة 2011. يلعب مع فيكتوريا يبرتاس بيزارو في ليغا باسكيت الدرجة الأولى. يبلغ طوله 6 قدم 5 بوصة (2.0 م).

## المسيرة الاحترافية
لعب مع نادي أليكانتي لكرة السلة في سنة 2011، ثم لعب مع أوتينوس يوفنتوس في سنة 2014، ثم لعب مع فيرتوس بالاكانسترو بولونيا في موسم 2014–2015، ثم لعب مع إلان شالون في الدوري الفرنسي في موسم 2015–2016، ثم لعب مع أوشاك سبورتيف في الدوري التركي في سنة 2016، ثم لعب مع فيكتوريا يبرتاس بيزارو في الدوري الإيطالي في سنة 2017.

## روابط خارجية
- جيريمي هازل على موقع الدوري الإسباني لكرة السلة (الإسبانية)
- جيريمي هازل على موقع كرة السلة الأوروبية.كوم (الإنجليزية)
- جيريمي هازل على موقع كلية كرة السلة في سبورتس رفرنس.كوم (الإنجليزية)
- جيريمي هازل على موقع ريلجم (الإنجليزية)
- جيريمي هازل على موقع بروبوليرز (الإنجليزية)
- جيريمي هازل على موقع سبورتس رفرنس (الإنجليزية)
- جيريمي هازل على موقع سبورتس رفرنس (الإنجليزية)